# Eustrotia pardalina
Eustrotia pardalina là một loài bướm đêm trong họ Noctuidae.